# Peter Wessel Zapffe
Peter Wessel Zapffe (18 december 1899 – 12 oktober 1990) was een Noorse schrijver, filosoof en bergbeklimmer. Al zijn publicaties zijn in het Noors, alleen de essays "De Laatste Messias" (Noors: Den sidste Messias, 1933) en "On the Tragic" (Om det tragiske, 1941) zijn vertaald naar het Engels. Naast filosofische verhandelingen schreef Zapffe toneelstukken en theoretische werken over dramaturgie.

## Filosofie
In de filosofie van Zapffe is de mens een biologische paradox. De mens beschikt namelijk over een overmatig ontwikkeld zelfbewustzijn, dat niet meer past in het ontwerp van de natuur. Existentiële vragen over de betekenis van het leven en de dood blijven onbeantwoord. Dit maakt het leven van de mens tot een tragedie. Volgens Zapffe moet de mensheid stoppen met zichzelf voor de gek te houden, wat als natuurlijk gevolg zou hebben het beëindigen van haar bestaan door af te zien van voortplanting.